# Yūko Satō (Synchronsprecherin)
Yūko Satō (jap. 佐藤 ゆうこ, Satō Yūko; * 25. Dezember in der Präfektur Kanagawa, Japan) ist eine japanische Synchronsprecherin (Seiyū). Sie arbeitet für die Agentur Aksent.

## Rollen (Auswahl)
- Animal Yokochō (Issa)
- Black Jack (Sharaku)
- Notteke Explet (Tsubasa)
- Shaman King (Yoh Asakura)